# Taiyaki
Taiyaki (たい焼き, literalmente "dourado assado") é um bolo japonês em formato de peixe. O recheio mais comum é o de pasta de feijão vermelho, que é feito com feijões azuki adocicados. Outros recheios comuns são os de creme, chocolate e queijo. Algumas lojas até vendem taiyaki com recheios de okonomiyaki, gyoza e salsicha.
O taiyaki é feito com uma massa normal de panqueca ou waffle. A massa é colocada em um molde em formato de peixe de dois lados. O recheio é então colocado em um dos lados e o molde é fechado. Depois ele é assado dos dois lados até ficar dourado.
O doce foi feito pela primeira vez em 1909, em uma doceria chamada Naniwaya, em Azabu, Tóquio, e hoje pode ser encontrado em qualquer parte do Japão, especialmente em praças de alimentação, supermercados e em festivais japoneses (祭, matsuri).
É um doce similar ao imagawayaki (今川焼き), que é um bolo grosso e redondo também recheado com pasta de feijão azuki adocicado ou creme.
Em 2016, ficou muito popular em Nova Iorque ao ganhar um recheio de sorvete de diversos sabores.